# До побачення, діти
«До побачення, діти» (фр. Au revoir les enfants) — автобіографічна драма Луї Маля, поставлена у 1987 році. Прем'єра фільму відбулася 29 серпня 1987 на 44-му Венеційському кінофестивалі, де фільм було удостоєно головної нагороди — «Золотого лева» та ще 4-х фестивальних нагород. Фільм також було номіновано на премії «Золотий глобус» та «Оскар» та на премію Французької кіноакадемії «Сезар» у 9-ти категоріях (отримав перемогу у 7-ми з них) .

## Синопсис
Друга світова війна, Франція окупована фашистами. Напередодні Різдва 1943-го року підлітка Жульєна Кентена відправляють з Парижа до католицького коледжу. Незабаром там з'являються ще троє новачків, з одним з яких, Жаном Боні, Жульєн потоваришував. Одного разу Жульєн дізнається про секрет Жана, насправді єврейського хлопчика, який ховається у коледжі під чужим прізвищем. Поступово він починає розуміти масштаби антисемітизму, і те, що священики ховають дітей, що знаходяться в небезпеці. Коли гестапо за чиїмось доносом виявляє дії настоятеля, і його разом з єврейськими дітьми відвозять на смерть, це стає для Жульена страшним ударом на все життя…

## В ролях
| Гаспар Манесс              | ···· | Жульєн              |
| Рафаель Фейто              | ···· | Жан Бонне           |
| Франсін Расет              | ···· | мати Жульєна        |
| Станіслас Карре де Мальбер | ···· | Франсуа             |
| Філіпп Морьє-Жену          | ···· | панотець Жан        |
| Франсуа Берлеан            | ···· | панотець Мішель     |
| Ірен Жакоб                 | ···· | мадемуазель Давеньє |
| Франсуа Негре              | ···· | Жозеф               |
| Петер Фіц                  | ···· | Мюллер              |
| Паскаль Ріве               | ···· | Буланже             |
| Бенуа Енріє                | ···· | Кірон               |
| Рішар Лебеф                | ···· | Сагар               |
| Ксав'є Легран              | ···· | Бабіно              |

## Критика
На думку російського кінокритика Сергія Кудрявцева «До побачення, діти» можна розглядати як авторську післямову до «Лакомба Люсьена», більше особистий коментар, безпосереднє свідоцтво юного очевидця тієї складної епохи, але ще і як сумні замети серця, яке продовжує відчувати непогамо́вний біль про ранні втрати і обтяжливий досвід дитячих років. Постановник сумний і стриманий у цій стрічці, не дає вирватися назовні відчаю, що все одно нічого неможливо змінити у своєму минулому і наново переграти долю».

## Визнання
| Нагороди та номінації фільму «До побачення, діти» | Нагороди та номінації фільму «До побачення, діти» | Нагороди та номінації фільму «До побачення, діти»             | Нагороди та номінації фільму «До побачення, діти» | Нагороди та номінації фільму «До побачення, діти» | Нагороди та номінації фільму «До побачення, діти» |
| Рік                                               | Нагорода                                          | Категорія                                                     | Номінант                                          | Результат                                         |                                                   |
| ------------------------------------------------- | ------------------------------------------------- | ------------------------------------------------------------- | ------------------------------------------------- | ------------------------------------------------- | ------------------------------------------------- |
| 1987                                              | 44-й Венеційський кінофестиваль                   | Золотий лев                                                   | До побачення, діти                                | Перемога                                          |                                                   |
| 1987                                              | 44-й Венеційський кінофестиваль                   | Приз Міжнародної Католицької організації в царині кіно (OCIC) | Луї Маль                                          | Перемога                                          |                                                   |
| 1987                                              | 44-й Венеційський кінофестиваль                   | Приз Серджо Тразатті                                          | Луї Маль                                          | Перемога                                          |                                                   |
| 1987                                              | 44-й Венеційський кінофестиваль                   | Спеціальний золотий знімок                                    | Луї Маль                                          | Перемога                                          |                                                   |
| 1987                                              | 44-й Венеційський кінофестиваль                   | Приз ЮНІСЕФ                                                   | Луї Маль                                          | Перемога                                          |                                                   |
| 1987                                              | Національна рада кінокритиків США                 | ТОП іноземних фільмів                                         | До побачення, діти                                | Перемога                                          |                                                   |
| 1987                                              | Асоціація кінокритиків Лос-Анджелеса              | Найкращий іноземний фільм                                     | Луї Маль                                          | Перемога                                          |                                                   |
| 1987                                              | Приз Луї Деллюка                                  | Луї Маль                                                      | Луї Маль                                          | Перемога                                          |                                                   |
| 1988                                              | Премія «Сезар»                                    | Найкращий фільм                                               | Луї Маль                                          | Перемога                                          |                                                   |
| 1988                                              | Премія «Сезар»                                    | Найкраща режисерська робота                                   | Луї Маль                                          | Номінація                                         |                                                   |
| 1988                                              | Премія «Сезар»                                    | Найперспективніший актор                                      | Франсуа Негре                                     | Номінація                                         |                                                   |
| 1988                                              | Премія «Сезар»                                    | Найкращий оригінальний або адаптований сценарій               | Луї Маль                                          | Перемога                                          |                                                   |
| 1988                                              | Премія «Сезар»                                    | Найкраща операторська робота                                  | Ренато Берта                                      | Перемога                                          |                                                   |
| 1988                                              | Премія «Сезар»                                    | Найкращі декорації                                            | Віллі Голт                                        | Перемога                                          |                                                   |
| 1988                                              | Премія «Сезар»                                    | Найкращий дизайн костюмів                                     | Корін Жоррі                                       | Номінація                                         |                                                   |
| 1988                                              | Премія «Сезар»                                    | Найкращий монтаж                                              | Еммануель Кастро                                  | Перемога                                          |                                                   |
| 1988                                              | Премія «Сезар»                                    | Найкращий звук                                                | Жак-Клод Лоре, Клод Війян та Бернар Леро          | Перемога                                          |                                                   |
| 1988                                              | Золотий глобус                                    | Найкращий фільм іноземною мовою                               | До побачення, діти                                | Номінація                                         |                                                   |
| 1988                                              | Премія «Оскар»                                    | Найкращий іноземний фільм                                     | До побачення, діти                                | Номінація                                         |                                                   |
| 1988                                              | Премія «Оскар»                                    | Найкращий сценарій                                            | Луї Маль                                          | Номінація                                         |                                                   |
| 1988                                              | Давид ді Донателло                                | Найкращий іноземний фільм                                     | До побачення, діти                                | Перемога                                          |                                                   |
| 1988                                              | Давид ді Донателло                                | Найкращий іноземний режисер                                   | Луї Маль                                          | Перемога                                          |                                                   |
| 1988                                              | Давид ді Донателло                                | Найкращий іноземний сценарій                                  | Луї Маль                                          | Перемога                                          |                                                   |
| 1988                                              | Європейська кіноакадемія                          | Найкращий фільм                                               | До побачення, діти                                | Номінація                                         |                                                   |
| 1988                                              | Європейська кіноакадемія                          | Найкращий режисер                                             | Луї Маль                                          | Номінація                                         |                                                   |
| 1988                                              | Європейська кіноакадемія                          | Найкращий сценарист                                           | Луї Маль                                          | Перемога                                          |                                                   |
| 1988                                              | Нью-Йоркське коло кінокритиків                    | Найкращий фільм іноземною мовою                               | До побачення, діти                                | 2 місце                                           |                                                   |
| 1988                                              | Італійський синдикат кіножурналістів              | Найкращий фільм іноземний режисер                             | Луї Маль                                          | Перемога                                          |                                                   |
| 1988                                              | Премія «Незалежний дух»                           | Найкращий фільм іноземною мовою                               | Луї Маль                                          | Номінація                                         |                                                   |
| 1989                                              | Премія BAFTA                                      | Найкращий фільм                                               | Луї Маль                                          | Номінація                                         |                                                   |
| 1989                                              | Премія BAFTA                                      | Найкраща режисура                                             | Луї Маль                                          | Перемога                                          |                                                   |
| 1989                                              | Премія BAFTA                                      | Найкращий неангломовний фільм                                 | Луї Маль                                          | Номінація                                         |                                                   |
| 1989                                              | Премія BAFTA                                      | Найкращий сценарій                                            | Луї Маль                                          | Номінація                                         |                                                   |
| 1989                                              | Асоціація кінокритиків Чикаго                     | Найкращий іноземний фільм                                     | До побачення, діти                                | Перемога                                          |                                                   |
| 1989                                              | Кінофестиваль SESC у Сан-Пуло (Бразилія)          | Найкращий іноземний фільм                                     | Луї Маль                                          | Перемога                                          |                                                   |
| 1989                                              | Німецька Гільдія артхаусного кіно                 | Найкращий іншомовний фільм                                    | Луї Маль                                          | Перемога                                          |                                                   |
| 1989                                              | Французький синдикат кінокритиків                 | Приз за найкращий французький фільм                           | До побачення, діти                                | Перемога                                          |                                                   |
| 1989                                              | Премія «Боділ»                                    | Найкращий європейський фільм                                  | Луї Маль                                          | Перемога                                          |                                                   |
| 1989                                              | Лондонське коло кінокритиків                      | Найкращий фільм року іноземною мовою                          | До побачення, діти                                | Перемога                                          |                                                   |